# Grška temna doba
Grška temna doba, ki se imenuje tudi grški srednji vek ali Homerjeva doba (po legendarnem pesniku Homerju) ali geometrično obdobje (po značilni geometrični umetnosti tistega časa), je obdobje grške zgodovine od konca mikenske palačne civilizacije okoli 1100 pr. n. št. do prvih znakov grških polisov v 9. stoletju pr. n. št.
Arheološki dokazi kažejo zelo razširjen propad bronastodobne civilizacije v vzhodnem sredozemskem svetu na začetku obdobja, saj so bile velike mikenske palače in mesta uničeni ali zapuščeni. Približno takrat je bila hetitska civilizacija resno motena in mesta od Troje do Gaze so bila uničena. Po razpadu je revna in manjša naselja pestila lakota in prebivalci so se začeli odseljevati. V Grčiji se je prenehala uporabljati linearna pisava B za grški jezik, ki so jo uporabljali mikenski birokrati. Dekoracija na grški lončenini po okoli 1100 pred našim štetjem ni bila več figurativna mikenska keramika, omejena je bila na enostavnejše, geometrijske vzorce (1000–700 pr. n. št.).

## Vzroki propada
V 11. stoletju pr. n. št. je ozemlje Grčije iz visoko organizirane in razvite civilizacije v tej dobi prešlo v obdobje upadanja, zato je nastala teza o dorski selitvi, ki naj bi pomenila prihod prvih Grkov na celinsko Grčijo. Po tej tezi naj bi z območja osrednjega Balkana na njegova južna območja pridrlo pleme Dorcev, kar naj bi bil samo eden od številnih premikov prebivalstva v tem obdobju in je povzročila kaotično stanje v Sredozemlju. Dorci naj bi uničili mikensko civilizacijo, zatrli mikenski način življenja in prinesli novo kulturo, ki se kaže v glavnih značilnostih temne dobe Grčije.
To teorijo izpodbijajo novejša raziskovanja, od katerih je najpomembnejše dešifriranje linearne pisave B, najstarejše danes znane oblike grščine, ki so jo uporabljali prebivalci mikenske civilizacije. Ta raziskovanja so sprožila dilemo o tradicionalni predstavi  prvih grških Dorcev, ki so prišli s severa. Glede na to, da je vsaj del prebivalcev Miken govoril grško in da je to, kar je bilo pozneje opredeljeno kot dorsko narečje, podobno linearni pisavi B, se postavlja vprašanje, kako je mogoče, da je pleme Dorcev govorilo isti ali podoben jezik kot Mikenci. Iz tega izhaja, da v Grčiji v tem obdobju sploh ni bila spremenjena etnična sestava prebivalstva. To kaže tudi legendarna tradicija o propadu Miken, ki govori o vrnitvi Heraklidov v Grčijo iz Doride, kamor so jih pregnali vladarji Pelopsove dinastije. Po legendi so Heraklidi ponovno osvojili Mikene na koncu 12. stoletja pr. n. št., točno 1104 pr. n. št., to je 80 let po osvajanju Troje.
Mikenci so na vrhuncu razcveta svoje civilizacije trgovali z Egiptom, Afriko, Malo Azijo, Hispanijo in črnomorskimi naselbinami, kar je dokazano z najdbami mikenskih predmetov po vsem sredozemskem prostoru. Velike selitve prebivalstva in velika negotovost, ki so jo prinesla pomorska ljudstva (omenjena so v egipčanskih dokumentih), so imele za posledico, da je trgovina po Sredozemskem morju slabela in končno povsem zamrla. To je zelo vplivalo na Mikene, saj je morala kultura, zaprta na majhnem prostoru, iskati druge načine, da se obdrži. Mikenska zemlja nikoli ni bila posebej plodna in ni omogočala preživljanja številnega prebivalstva, navajenega na obilje. Mikenska kraljestva so se zato začela bojevati med seboj, kar je izzvalo delni propad in končno zlom večine med njimi (npr. spor med Tebami in Argosom). Sledi teh dogodkov kažejo najdene grobnice, ki so v tem času v glavnem enotno oblikovane.
V 12. stoletju pr. n. št. Mikene niso bile več sijajna in bogata civilizacija, pod vplivom zunanjih dejavnikov, ki so bili povod za medsebojne boje, je izgubila svoj sijaj. Danes ni razloga, da ne bi verjeli, da so mikenski Grki napadli Trojo zaradi njenega strateškega položaja; celo vemo, kako je vojna potekala in kako so se bojevniki vračali (npr. Odisej in Ajgist). Ob vrnitvi so naleteli na popolnoma drugačno podobo Grčije, kot je bila takrat, ko so jo zapustili.
V sodobni znanosti se je pojavila tudi teorija, da je padec mikenske civilizacije predvsem posledica notranjih bojev. Moč palač v "klasični dobi" mikenske civilizacije je bila odvisna od porazdelitve presežka izdelkov, ker so vsi izdelki z enega območja prihajali v osrednjo palačo, od koder so jih razdeljevali, kar potrjuje tezo sodobne ekonomske znanosti, da je pomembnejši nadzor nad razdeljevanjem izdelkov kot nadzor nad proizvodnjo. Ko palač ni bilo več, je bila gospodarska struktura popolnoma spremenjena: od 12. do 10. stoletja pr. n. št. osnova ekonomije ni več trgovina, saj Grčija ni imela več nobenih povezav z zunanjim svetom, kar je dokazano s predmeti ali njihovim deli, najdenimi iz tega obdobja.

## Sredozemske vojne in pomorska ljudstva
V tem času so bili veliki upori v več delih vzhodnega Sredozemlja, poskušali so zrušiti obstoječa kraljestva, kar je bila posledica gospodarske in politične nestabilnosti, ki je obkrožala ljudi, pretresenih zaradi lakote in stiske. Del hetitskega kraljestva so napadla in osvojila tako imenovana pomorska ljudstva, katerih izvor so morda različni deli Sredozemlja, kot so Črno morje, Egejsko morje in anatolske regije, kar še vedno ni pojasnjeno. V 13. in 12. stoletju pr. n. št. so napisi in okrasje v Karnaku in Luksorju edini vir za »pomorska ljudstva«, izraz, ki so ga uporabljali Egipčani in je zapisan v bahavih opisih egiptovskih vojaških uspehov:
Tuje dežele ... so kovale zaroto na svojih otokih. Naenkrat so se dežele razšle, raztresene so bile v vojni. Nobena dežela ni imela svoje vojske ... Njihova povezava so bili Peleset ali Pelazgi, Tjeker, Šakalša, Denuna in Vašeš. 
Podobna skupina narodov je morda poskušala dvakrat napasti Egipt, ko je vladal Merneptah okoli 1208 pred našim štetjem in še ko je vladal Ramzes III. okoli 1178 pred našim štetjem.

## Kultura
Ob razpadu palačnih centrov niso bile več zgrajene veličastne kamnite zgradbe, tudi stenskega slikarstva ni bilo več; pisanje v linearni pisavi B je prenehalo, vitalne trgovinske povezave so se izgubile, opuščali so mesta in vasi. Prebivalstvo Grkov se je zmanjšalo  in svet organiziranih državnih vojsk, kraljev, uradnikov in porazdelitveni sistemi so izginili. Večino informacij o obdobju imamo iz grobišč in grobnih pridatkov v njih. V kolikšni meri najzgodnejši grški literarni viri, Homerjevi epi (8.–7. stoletje pr. n. št.) in Heziodova pesnitev Dela in dnevi (8.–7. stoletje pr. n. št.), opisujejo življenje 9. in 8. stoletja, je še vedno nerazrešeno vprašanje.
Razdrobljena, lokalizirana in samostojna kultura ni bila več zapletena, raznovrstna v lončarskih slogih, pogrebnih praksah in poselitveni strukturi, zato so posplošitve o "družbi temne dobe" zavajajoče. Tolosi, ki so jih našli v Tesaliji in na Kreti, so iz starejše železne dobe, drugje pa jih niso našli, upepelitev je bila prevladujoč obred v Atiki, v bližnji Argolidi pa skeletni Nekatera nekdanja mesta mikenskih palač, kot sta Argos ali Knosos, so bila še naprej naseljena; dejstvo, da so na druga mesta doživela velik razvoj v generaciji ali dveh, preden so bila zapuščena, James Whitley povezuje z družbeno organizacijo, ki temelji na osebni karizmi posameznika in je sama po sebi nestabilna: s tega vidika razlaga Lefkandi.
Nekatere regije v Grčiji, kot so Atika, Evboja in osrednja Kreta, so si gospodarsko opomogle hitreje kot druge, toda življenje za najrevnejše Grke je ostalo razmeroma nespremenjeno še stoletja. Še vedno se ukvarjajo s kmetijstvom, tkanjem, predelavo kovin in lončarstvom, vendar na nižji ravni pridelave in za lokalno uporabo v lokalnih slogih. Nekatere tehnične inovacije so bile uvedene okoli 1050 pred našim štetjem z začetkom protogeometričnega sloga (1050–900 pr. n. št.), kot je vrhunska tehnologija lončarstva, ki je vključevala hitrejše lončarsko vreteno za vrhunsko oblikovanje vaz in uporabo šestila za pripravo popolnega kroga in polkroga za okrasitev. Boljše glazure so dosegli z višjo temperaturo žganja gline, vendar je bila splošna smer enostavnejši, manj zapleteni kosi, bilo je manj razlogov za ustvarjanje lepih umetnosti.
Izkoriščali so znanje taljenja železa, ki so se ga naučili na Cipru in v Levantu, ter izboljšali uporabo lokalnih nahajališč železove rude, ki so jih Mikenci prej prezrli: orožje je bilo zdaj dosegljivo tudi manj elitnim bojevnikom. Čeprav je bila splošna uporaba železa skupna značilnost med temno dobo, je še vedno negotovo, kako sta železno orožje in oklep dosegla vrhunsko moč pred tistim iz predhodne bronaste dobe. Od leta 1050 dalje so se pojavile številne majhne lokalne železarne in okoli leta 900 so bili skoraj vse orožje in pridatki iz železa.
Porazdelitev jonskega grškega narečja v zgodovini kaže zgodnje premike iz celinske Grčije do anatolske obale v kraje, kot so Milet, Efez in Kolofon, morda že leta 1000, vendar so dokazi skopi. Na Cipru so na nekaj arheoloških najdiščih odkrili prepoznavno grško keramiko, evbojski Grki so ustanovili kolonijo Al Mina na sirski obali, oživela je egejska grška mreža za izmenjavo, kar je bilo ugotovljeno s pomočjo atiške protogeometrične lončenine, ki je iz 10. stoletja in so jo našli na Kreti in na Samosu, ki sta oddaljena od obale Male Azije.

## Pomikenski Ciper
Ciper je bil naseljen s Pelazgi in Feničani, ki so se jim pridružili v tem obdobju in zgradili prva grška naselja. Lončenina s Cipra kaže najelegantnejši nov lončarski slog 10. in 9. stoletja pr. n. št., ciprsko-feničanski slog črno na rdečem majhnih bučk in vrčev za hrambo dragocene vsebine, verjetno dišečega olja. Skupaj z izrazito grškoevbojskimi keramičnimi izdelki so veliko izvažali in jih najdemo v levantskih mestih, tudi v Tiru in notranjosti v poznem 11. in 10. stoletju. Ciprske kovine so menjali na Kreti.

## Družba
Verjetno je bila Grčija v tem obdobju razdeljena na neodvisne regije sorodstvenih skupin in plemiških družin oikos ali gospodinjstev, izvor poznejših polisov. Izkopavanja temnodobnih skupnosti, kot je Nihorija na Peloponezu, so pokazala, kako je bilo bronastodobno mesto opuščeno 1150 pred našim štetjem, nato pa se je ponovno pojavilo kot majhna vas 1075 pred našim štetjem. V tem času je tam živelo le okoli 40 družin z veliko dobre kmetijske zemlje in paše za živino. Ostanki stavbe iz 10. stoletja, tudi megaron na vrhu grebena, so povzročili ugibanja, da je to poglavarjeva hiša. To je večja struktura od tiste, ki jo obdaja, vendar je še vedno izdelana iz enakih vrst materiala (blatna opeka in slamnata streha). To je bil morda kraj verskega pomena ali komunalna shramba hrane. Visokega položaja posameznika v temni dobi v resnici ni bilo, njihov življenjski standard ni bil bistveno višji od drugih v njihovi vasi. Večina Grkov ni živela na osamljenih kmetijah, temveč v majhnih naseljih. Verjetno je bil tako kot na začetku zgodovinskega obdobja 200 ali 300 let pozneje glavni gospodarski vir za vsako družino prednikovo zemljišče, kleros ali vrtiček; brez tega se človek ni mogel poročiti.

## Grobovi v Lefkandiju
Lefkandi na otoku Evboja je bilo uspešno naselje v pozni bronasti dobi, ki je morda stara Eretrija. Prav hitro si je opomoglo po razpadu mikenske kulture in pri izkopavanjih leta 1981 so v enem grobišču našli največjo stavbo iz 10. stoletja pr. n. št., še neznano iz Grčije. Včasih jo imenujejo heroon, to je dolga ozka stavba, 50 x 10 metrov, ki je imela dva pogrebna jaška. V enem so bili štirje konji, v drugem je bil upepeljeni moški, pokopan s svojim železnim orožjem in žensko, močno okrašeno z zlatim nakitom. Moške kosti so bile v bronasti posodi s Cipra z lovskim prizorom na obodu. Ženska je imela z zlatom prevlečene zvitke v laseh, prstane, zlat prsni oklep, družinsko ogrlico (izdelano kot ciprska ali bližnjevzhodna ogrlica pred 200–300 let pred tem pokopom) in slonokoščeno bodalo na glavi. Konji so bili najbrž žrtvovani, nekateri mislijo, da imajo železne delce v ustih. Ni ohranjenih dokazov, ki bi pokazali, ali je bila stavba zgrajena kot hiša za pokop ali je oseba v grobu junak ali lokalni poglavar, pokopan v svoji veliki hiši; res pa je, da je bila hiša kmalu porušena in ostanki uporabljeni za oblikovanje približno krožne gomile čez steno iz štorov.
V naslednjih nekaj letih, približno 820 pred našim štetjem, so upepelili in pokopali bogate člane skupnosti blizu vzhodnega dela stavbe podobno kot kristjani, ki so jih poskušali pokopati blizu groba svetnika; uvoženi predmeti, ki so jih našli v več kot 80 nadaljnjih grobovih, v primerjavi z drugimi bližnjimi pokopališči v Lefkandiju, na katerih takih predmetov ni bilo, potrjujejo trajno tradicijo elite.

## Konec
Arheološki podatki iz mnogih krajev kažejo, da je gospodarsko okrevanje Grčije dobro napredovalo do začetka 8. stoletja pr. n. št. Pokopališči Keramejk v Atenah ali Lefkandi ter svetišča v Olimpiji, nedavno najdeno v Delfih, ali Herajon na Samosu, prvi od ogromnih samostojnih templjev, so bogati opremljeni s pridatki, tudi s predmeti z Bližnjega vzhoda, Egipta in Italije, narejeni iz eksotičnih sestavin, kot sta jantar in slonovina. Tudi izvoz grške lončenine je dokazal stik z Levantom na krajih, kot je Al Mina in villanovanska kultura severno od Rima. Okrasje na keramiki postaja vse bolj zapleteno in vključuje geometrično umetnost, pa tudi zgodbe iz Homerjevih epov. Železno orodje in orožje postajata boljše kakovosti, medtem ko je obnovljena sredozemska trgovina prinesla nove zaloge bakra in kositra ter številne dovršene bronaste predmete, kot so tripodi. Na drugih obalnih območjih Grčije poleg Evboje so bile ponovno gospodarske in kulturne izmenjave na vzhodnem in osrednjem Sredozemlju, kjer se je skupnost razvila in so vladale elitne skupine aristokratov in ne sam bazilej, kralj ali poglavar kot v prejšnjih obdobjih.

## Nov sistem pisave
V srednjem do poznem 8. stoletju pr. n. št. so Feničani sprejeli nov abecedni sistem. Grki so prilagodili feničanski sistem pisanja, zlasti uvedbo znakov za samoglasnike, in s tem ustvarili prvo resnično abecedno pisavo. Nova abeceda se je hitro razširila po vsem Sredozemlju in je bila uporabljena za pisanje ne le grščine, ampak tudi frigijščine in drugih jezikov v vzhodnem Sredozemlju. Ko je imela Grčija kolonije zahodno proti Siciliji in v Italiji (Pitekuze, Kume), se je vpliv njihove nove abecede še razširil. Keramični evbojski artefakti imajo vpisanih nekaj vrstic v grški abecedi, ki se nanaša na Nestorjev pokal, odkrit v grobu na Ischii (Pitekuze), in izvirajo iz okoli 730 pred našim štetjem; zdi se, da je najstarejši pisni vir Iliada. Etruščani so imeli korist zaradi inovacij: staroitalska pisava se je širila po vsej Italiji od 8. stoletja pr. n. št. dalje. Druge različice abecede so se pojavile na steli v Lemnosu in v abecedi Male Azije. Prejšnje linearne pisave niso povsem opustili: ciprska zlogovna, potomka linearne pisave A se je uporabljala na Cipru kot grško arkadociprska ali južnoahajska in eteociprska pisava do helenistične dobe.

## Teza kontinuitete
Nekateri strokovnjaki so nasprotovali konceptu grške temne dobe na podlagi tega, da je pomanjkanje arheoloških dokazov iz tega  obdobja, iz katerega ni zapisov (torej "temno"), bolj posledica odkritij in ne dejstvo zgodovine.